# Jardin Tsinghua
Pour les articles homonymes, voir Tsinghua.

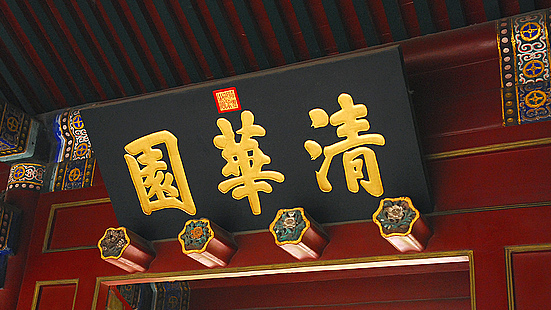
Une des plaques calligraphiée du jardin Tsinghua

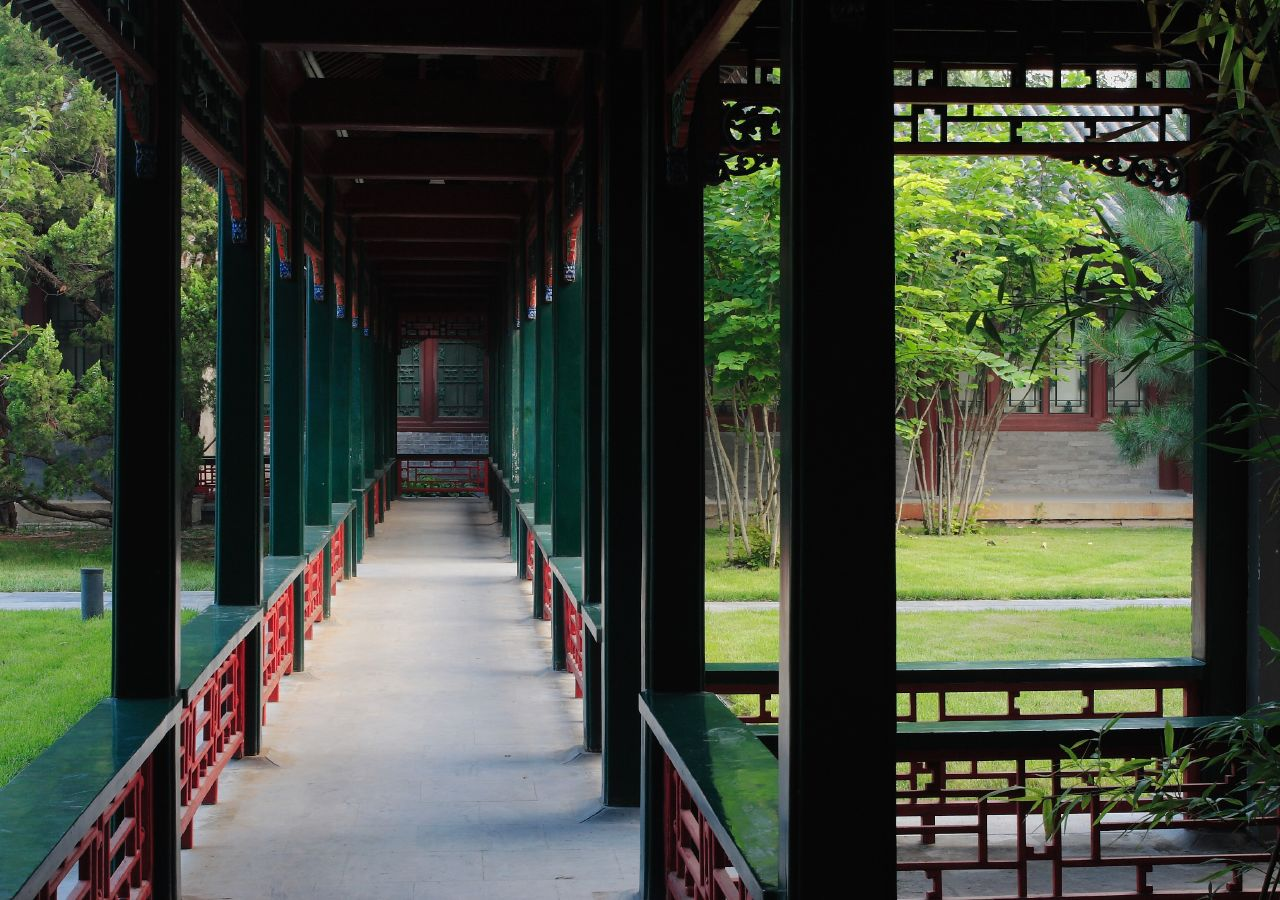
Le couloir du pavillon en forme de 工

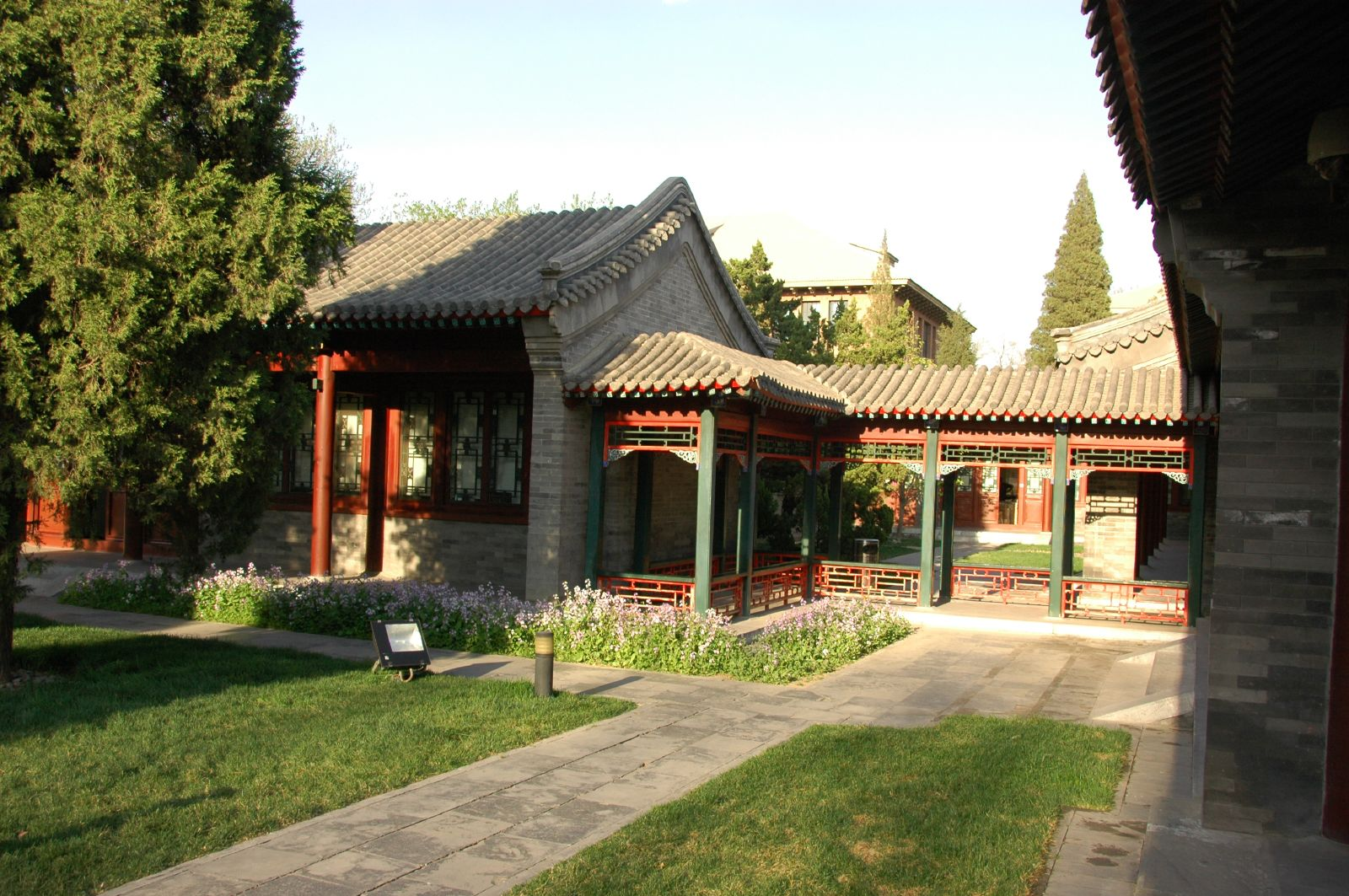
À l'intérieur du Pavillon en forme de 工

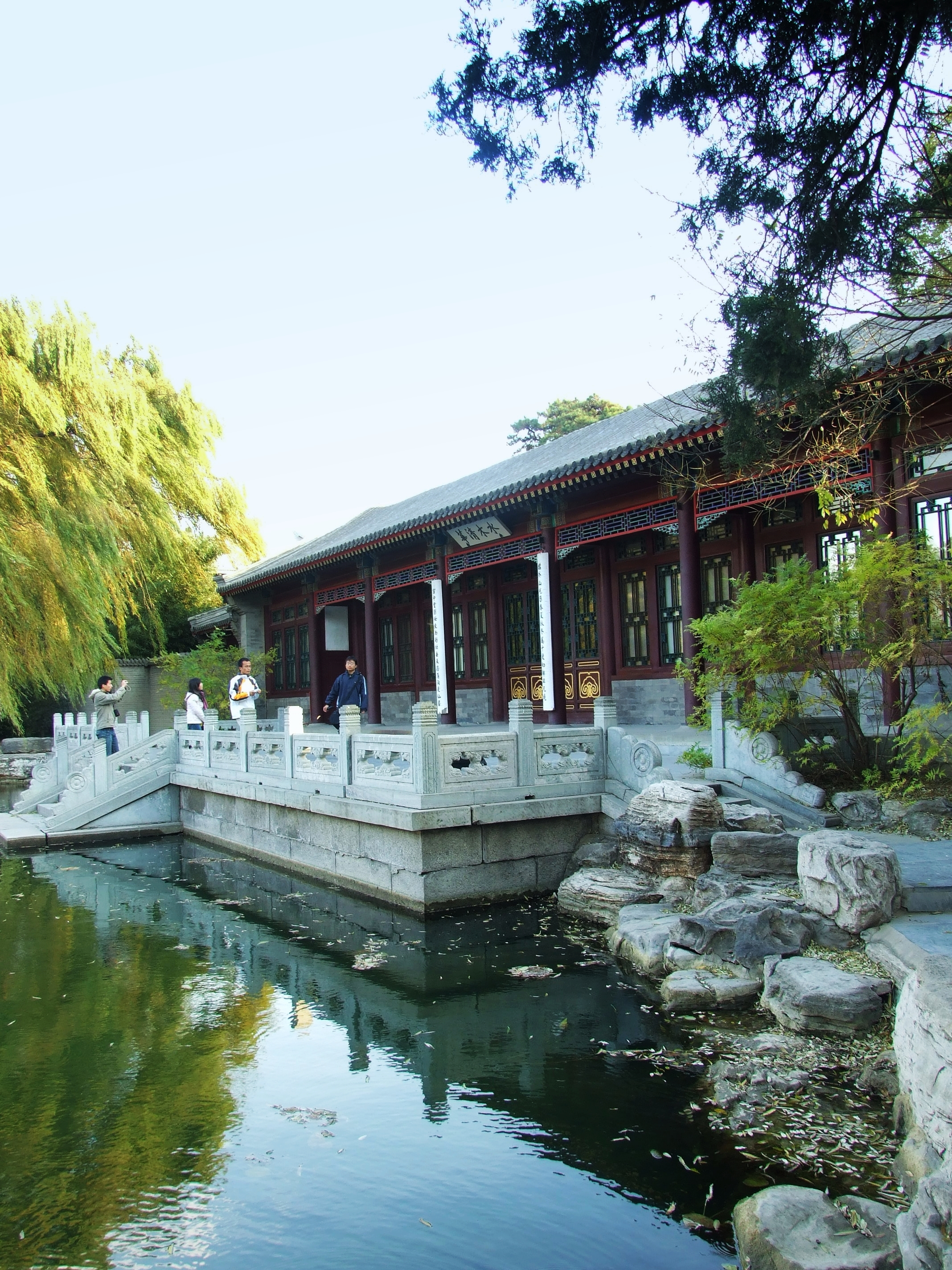
"Shui Mu Qing Hua" (水木清華), l'une des attractions du jardin Tsinghua

Le Jardin Tsinghua(chinois simplifié : 清华园 ; chinois traditionnel : 清華園 ; pinyin : Qīnghuá Yuán) est un jardin situé dans le district de Haidian, à Pékin, en Chine. Construit sous le règne de l'empereur Kangxi (1661-1722) de la dynastie Qing, il s'appelait à l'origine "Jardin Xichun" ( chinois simplifié : 熙春园 ; chinois traditionnel : 熙春園 ; pinyin : Xīchūn Yuán). Plus tard, il est divisé en deux jardins : le jardin Chunze (chinois simplifié : 春泽园 ; chinois traditionnel : 春澤園 ; pinyin : Chūnzé Yuán) et le jardin Hande (chinois simplifié : 涵德园 ; chinois traditionnel : 涵德園 ; pinyin : Hándé Yuán). Les jardins Chunze et Hande ont ensuite été renommés respectivement "Jardin Jinchun" (chinois simplifié : 近春园 ; chinois traditionnel : 近春園 ; pinyin : Jìnchūn Yuán) et "Jardin Xichun". En 1852, sous le règne de l'empereur Xianfeng, le jardin est renommé "Jardin Qinghua",ou "Jardin Tsinghua". De nos jours, le « jardin Tsinghua » désigne généralement les sites de l'université Tsinghua, tels que le jardin Tsinghua, le jardin Jinchun et les autres jardins de l'université, datant de la dynastie Qing.

## Histoire
Le jardin Tsinghua, qui porte à l'origine le nom de jardin Xichun, est offert par l'empereur Kangxi à son troisième fils, Yinzhi (prince Cheng). Il fait alors partie de l'ancien palais d'été et s’appelle le "jardin de l'est" (東園) car il est situé à l'est dudit palais. L'empereur Kangxi se rend dans ce jardin dix fois pendant la période ou il appartient à Yinzhi et y célèbre huit de ses anniversaires, dont son soixantième anniversaire en 1713. Il a également écrit des calligraphies sur cinq plaques, qui sont affichées dans tout le jardin. Sur une de ces plaque, il inscrit le nom du jardin (Jardin Xichun). 
En 1821, l'empereur Daoguang divise le jardin Xichun en deux : le jardin Chunze (rebaptisé plus tard jardin Jinchun) d'une part et le jardin Hande (rebaptisé plus tard jardin Xichun), d'autre part. Le premier est accordé à son frère Mianxin (prince Rui) et le second à son autre frère, Miankai (prince Dun). Après la mort de Miankai, c'est son fils adoptif, Yicong (prince Dun), qui hérite du jardin Xichun. Comme Yicong est en fait le cinquième fils de l'empereur Daoguang, le jardin Xichun est parfois qualifié de "jardin du cinquième prince" (小 五爺 園). 
En 1852, après que l'empereur Xianfeng ait accédé au trône, il renomme le jardin Xichun en "Jardin Qinghua" (ou "Jardin Tsinghua"). En 1860, pendant la seconde guerre de l'opium, les forces anglo-françaises détruisent le jardin Jinchun en même temps que l'ancien palais d'été. A contrario, le jardin Qinghua subit peu ou pas de dégâts. Après la mort de Yicong, le jardin Qinghua revient à son fils aîné, Zailian. Au lendemain de la révolte des Boxers de 1900, le jardin impérial Qinghua est confisqué par le gouvernement impérial Qing, car il avait été utilisé par Zaiyi (prince Duan), le frère cadet de Zailian, comme lieu de rencontre avec les rebelles boxeurs. Le jardin tombe en ruine pendant plusieurs années avant que le gouvernement impérial approuve la demande du ministère des Affaires étrangères de construire une école sur ce terrain. L'école, appelée "école Qinghua" (學堂), commence à fonctionner en 1911. En 1913, l’école Qinghua acquiert l’ancien jardin Jinchun et ses environs et s’agrandit au fil du temps pour devenir l'université Tsinghua . 